# Шриваса
Шриваса Тхакур — вайшнавский святой, в гаудия-вайшнавизме почитается как одна из ипостасей Панча-таттвы: Чайтанья, Нитьянанда, Адвайта, Гададхара и Шриваса. В Панча-таттве он олицетворяет пограничную энергию Бога — живое существо. Бхакты во главе со Шривасом описаны как части тела Чайтаньи (его глаза, уши, руки, диск…). Все они принимали участие в его играх. С их помощью Чайтанья распространил движение санкиртаны. В гаудия-вайшнавизме Шриваса считается воплощением Нарады.
Он жил в Навадвипе ещё до прихода Чайтаньи в 1486 году. Вместе со своими братьями Рамой, Нидхи и Пати Шриваса повторял имена Кришны, поклоняясь Господу и трижды в день совершая омовение в Ганге. Вместе с Адвайта Ачарьей Шриваса начал изучать «Шримад-Бхагаватам» и молиться о нисхождении Кришны. Они считали, что лишь аватара Кришны могла бы заронить зёрна бхакти в сердца атеистов, гордых собою логиков и учёных философов, которые населяли в то время Навадвипу. В ответ на их молитвы, Кришна явился как Чайтанья. Малини, жена Шривасы и близкая подруга Шачидеви, нянчила маленького Чайтанью, известного в детстве под именем Нимай. Чайтанья любил Малини и Шривасу столь же сильно, как и своих родителей.
Шривасангам, жилище Шривасы, был расположен в двухстах метрах от дома Нимая. Роскошный дом Шривасы состоял из просторных комнат, был обнесён высокой стеной и окружён пышно цветущими садами и рощицами. Каждый вечер Гауранга и его ближайшие спутники наслаждались здесь своими экстатическими киртанами и вкусами Вриндаваны. Именно здесь разгневанный мусульманский правитель разбил мридангу, пытаясь положить конец движению санкиртаны Чайтаньи. С тех пор Шривасангам называют Кхол Банга Данга («место, где разбили мридангу»).
Когда мусульманский правитель Кази издал указ, запрещавший проведение санкиртаны (по его распоряжению нарушители этого указа подлежали обращению в ислам и должны были передать всё нажитое властям), Шриваса Пандит только рассмеялся над фанатизмом правителя, хотя большинство жителей Навадвипы забеспокоились.
Именно в доме Шривасы Чайтанья явил свою божественную форму всем своим вечным спутникам. По сути, дом Шриваса был местом, где и зародилось движение санкиртаны Гауранги. Ежедневные чтения «Шримад-Бхагаватам», ночные киртаны, а также многие сокровенные Враджа-лилы Гауранги происходили именно здесь. Шриваса Тхакур и Адвайта Ачарья, старейшины брахманской общины, посвятили всю свою силу и энергию распространению движения Харинама-санкиртаны Чайтаньи. Говорится, что они вручили Чайтанье свои тела, умы, дома, семьи и всё, чем они обладали. Они не знали никакого другого Божества, кроме него. Также говорится, что Шриваса Пандит поддерживал всю свою семью не потому, что они были его родственниками, но только потому, что они были любящими слугами Чайтаньи.
В «Гаура-ганоддеша-дипике» (90) Шриваса Тхакур назван воплощением Нарады, а его младший брат Рама Пандит — воплощением большого друга Нарады Парваты Муни. Жена Шривасы Пандита по имени Малини считается воплощением Амбики, кормилицы Кришны в Кришна-лиле. Его племянница Нараяни, мать Вриндавана Даса, автора «Чайтанья-бхагаваты», была сестрой Амбики в Кришна-лиле. В «Чайтанья-бхагавате» говорится, что, после того как Чайтанья Махапрабху принял санньясу, Шриваса Пандит переехал из Навадвипы в Кумарахатту, вероятнее всего из-за того, что слишком тяжело переживал разлуку с Чайтаньей.